# 静慮相応
「静慮相応」（じょうりょそうおう、巴: Jhāna-saṃyutta, ジャーナ・サンユッタ）とは、パーリ仏典経蔵相応部に収録されている第53相応。
パーリ語の原題上では、第34相応の「禅定相応」と同名の「ジャーナ・サンユッタ」（Jhāna-saṃyutta）である。

## 構成
5品から成るが、省略されている部分も多い。
- 1. Gaṅgā-peyyāla-vaggo --- 全12経
- 5. Ogha-vaggo --- 全10経

## 日本語訳
- 『南伝大蔵経・経蔵・相応部経典6』（第16巻下） 大蔵出版
- 『原始仏典II 相応部経典6』 中村元監修 春秋社